# The Fields of Athenry
The Fields of Athenry (I campi di Athenry) è una celebre canzone popolare irlandese. Composta negli anni settanta da Pete St. John, è diffusissima in Irlanda in commemorazione della Grande carestia irlandese (1845-1850) di cui tratta e divenuta inno non ufficiale di organizzazioni e squadre sportive.

## Trama
Il testo della canzone narra della Grande carestia irlandese, e più precisamente della narrazione di un prigioniero fittizio irlandese che attraverso le mura di una prigione ascolta la conversazione di un giovane uomo con la sua compagna, al di fuori delle mura della prigione. Il giovane deve essere trasportato dopo sentenza al penitenziario australiano di Botany Bay per aver rubato del cibo per mantenere la sua famiglia ridotta in povertà dalla carestia. L'uomo probabilmente viene da Athenry, come suggeriscono il titolo ed il ritornello della canzone, un villaggio della Contea di Galway che in quel periodo (1845-1849) soffrì terribilmente la carestia. L'ultimo verso narra la partenza della nave-prigione, che si allontana all'orizzonte sotto gli occhi della donna, mentre scompare l'ultima stella della notte.

## Testo
Michael, they have taken you away,

For you stole Trevelyan's corn,

So the young might see the morn.

Now a prison ship lies waiting in the bay.
Ritornello:

Low lie the fields of Athenry

Where once we watched the small free birds fly

Our love was on the wing

We had dreams and songs to sing

It's so lonely round the fields of Athenry.
By a lonely prison wall, I heard a young man calling

Nothing matters, Mary, when you're free

Against the famine and the crown,

I rebelled, they cut me down.

Now you must raise our child with dignity.
(Ritornello)
By a lonely harbor wall, she watched the last star falling

As the prison ship sailed out against the sky

Sure she'll wait and hope and pray, for her love in Botany Bay

It's so lonely round the fields of Athenry.
(Ritornello)»
Ho sentito una giovane ragazza chiamare:

"Michael, ti hanno portato via,

perché hai rubato il grano di Trevelyn

Perché i bambini potessero vedere l'alba

Adesso una nave prigione attende nella baia"
Ritornello:

Sono pianeggianti i campi di Athenry

Dove una volta guardammo gli uccellini volare

Il nostro amore era "sull'ala"

Avevamo sogni e canzoni da cantare

È così solitario attorno ai campi di Athenry.
Vicino a un solitario muro di una prigione

Ho sentito un giovane uomo chiamare:

"Non importa, Mary, quando tu sei libera

Contro la carestia e la corona

Mi sono ribellato, mi hanno fermato.

Adesso devi crescere i nostri bambini con dignità"
(Ritornello)
Vicino a un solitario muro di un porto

Guardava l'ultima stella cadere

Quando la nave prigione partì verso il cielo

Così visse sperando e pregando

Per il suo amore in Botany Bay (il posto dove portavano i prigionieri)

È così solitario attorno ai campi di Athenry.»

## Diffusione
In Irlanda praticamente chiunque conosce la canzone, che è stata rieseguita da moltissimi artisti successivamente, come Paddy Reilly, Frank Patterson, Ronan Tynan, Brush Shiels, James Galway e Dropkick Murphys.
Militanti del movimento repubblicano irlandese a volte cantano la canzone con il testo modificato "Where once we watched the small free birds fly - oh baby, let the free birds fly / Our love was on the wing - Sinn Féin / We had dreams and songs to sing - IRA / It's so lonely round the Fields of Athenry."
La canzone è molto usata anche in ambito sportivo: viene cantata come coro da stadio dai tifosi delle squadre di rugby del Munster, London Irish e in genere ogni squadra irlandese di rugby, ma anche nel calcio dai tifosi del Celtic F.C., che è una squadra scozzese di Glasgow, ma ha forti connessioni con l'Irlanda e un vasto seguito sull'isola. Ambienti unionisti in Irlanda del Nord hanno adattato la canzone, cantando il ritornello Low lie, the fields of Ballynafeigh. The Fields of Anfield Road invece è cantata in Inghilterra dai tifosi del Liverpool F.C., ovviamente modificata sulla storia del club e del loro stadio. I tifosi del Rangers, storica rivale del Celtic, cantano A Father's Advice con lo stesso motivo.

## Il singolo dei Dropkick Murphys
Nel 2003 la canzone è stata pubblicata come singolo dal gruppo celtic punk statunitense Dropkick Murphys, estratto dal loro album di studio Blackout.

### Formazione
- Al Barr - voce
- Ken Casey - basso, voce
- Matt Kelly - batteria, Bodhrán, voce
- James Lynch - chitarra, voce
- Marc Orrell - chitarra, fisarmonica, voce
- Joe Delaney - cornamusa
- Jim Siegel - ingegnere del suono